# Hyllested (Syddjurs Kommune)
 For alternative betydninger, se Hyllested. (Se også artikler, som begynder med Hyllested)
Hyllested er en by på Djursland. Den havde 201 indbyggere i 2006, men har ikke siden haft over 200, som er Danmarks Statistiks kriterium på en by. Den regnes dog stadig som en by, men dens folketal opgøres ikke længere.
Byen ligger 20 km øst for Rønde, 20 km sydvest for Grenaa og 14 km nordøst for kommunesædet Ebeltoft. Byen hører til Syddjurs Kommune og ligger i Region Midtjylland. I 1970-2006 hørte byen til Ebeltoft Kommune. Hyllested hører til Hyllested Sogn. Hyllested Kirke ligger i byen.

## Faciliteter
Hyllested Vandværk i byens sydøstlige udkant er oprettet i 1934. Det leverer grundvand med en hårdhed på 17 °dH, der klassificeres som "temmelig hårdt", men er normalt for Østjylland.
Hyllested betjenes af Midttrafiks rute 351 mellem Grenaa og Ebeltoft.

## Historie
Navnet Hildestat kan afledes af det gamle nordiske mandsnavn Hildi(r)-. Bebyggelsen er sikkert fra jernalderen, hvor endelsen -sted (bosted, bebyggelse) var meget almindelig.

### Stationsbyen
Hyllested fik station på Ebeltoft-Trustrup Jernbane, der blev åbnet i 1901. Stationen var tegnet af arkitekt Heinrich Wenck.
I 1901 beskrives Hyllested således: "Hyllested (1180: Hildestat), med Kirke, Præstegd., Skole og Jærnbanest. (fra 1902 Marked)" Målebordsbladet fra 1900-tallet viser desuden en lægebolig.
Ebeltoftbanen blev nedlagt i 1968. Stationsbygningen er bevaret på Gl. Stationsvej 2. 800 m af banens tracé er bevaret fra Stormosevej ad en skovsti til Stokbækvej og videre ud ad grusvejen Dæmningen.